# 约瑟夫·于贝
约瑟夫·于贝（法語：Joseph Huber，1893年9月24日—1976年1月18日），生于多爾納赫，法国男子竞技体操运动员。他曾获得1924年夏季奥运会体操比赛男子团体全能银牌。他于1976年在普法什塔特去世。